# Heerlijkheid Eckart
Eckart was een kleine heerlijkheid die in 1810 bij de gemeente Nederwetten werd gevoegd, in 1821 bij Woensel kwam, en sedert 1920 deel uitmaakt van de gemeente Eindhoven, in de Nederlandse provincie Noord-Brabant. Eckart is nu een buurt in de wijk Dommelbeemd.
Oorspronkelijk was Eckart een eiland, dat begrensd werd door de Dommel en een voormalige bedding van deze rivier, de Dode Gracht geheten, vroeger Den Doyen Graeff genaamd. In dit eiland zijn de volgende toponiemen aan te treffen:
- Hetsrode
- Luttelaer
- Eyckart

Dit eiland is gedurende langere tijd bewoond geweest. De oudste vondsten stammen uit de Federmessercultuur. Verder werden enkele vuurstenen voorwerpen uit het mesolithicum en het neolithicum aangetroffen. Ook werden enkele scherven van urnen uit de urnenveldencultuur gevonden. Uit de ijzertijd en vooral uit de Romeinse tijd zijn tal van vondsten bekend en ook resten van nederzettingen werden aangetroffen. In de Merovingische en Karolingische tijd waren de meeste boeren onvrij.
Nadat de gerooide plekken in het bos weer dichtgegroeid waren, begonnen de ontginningen omstreeks het jaar 1000 weer met Hetsrode, waar een onvrije boer werkzaam was. Hetsrode werd in 1304 voor het eerst vermeld.
De Luytelaar werd in 1340 voor het eerst vermeld. Hier werkte een vrije boer. De Luytelaar werd in erfpacht gegeven door de heer van Helmond, het was een cijnsgoed. Van deze hoeve komt het geslacht Luytelaer, dat later nog hoge posten zou bezetten. Het werden lakenhandelaren waarvan sommigen zich in Verviers zouden vestigen.
Eckart was de derde hoeve in het gebied, die gesticht is tussen 1307 en 1312, in welk jaar deze hoeve voor het eerst vermeld is. Er werkte een halfvrije boer, maar de hoeve was bezit van voorname heren.

## Heren en vrouwen van Eckart

### Oude adel
De eerste heer was Rogier van Leefdael, ridder en burggraaf van Brussel, heer van Leefdaal, drossaard van Brabant, en opperjachtmeester van de hertog, die de hoeve in 1312 in leen kreeg. Hij trouwde in 1318 met Agnes van Kleef. Hij was door koop ook heer van de halve heerlijkheden Hilvarenbeek en Oirschot. Hij stierf in 1333 en Agnes stierf in 1337. Hun zoon was Jan van Leefdaal.
Jan van Leefdaal werd in 1333 heer van Eckart. Hij trouwde met Margaretha van Gaveren Liedekerke. Ze kregen een dochter, Isabella, die in 1357 trouwde met Willem van Pietersheim. In hetzelfde jaar overleed Jan van Leefdaal.
Willem van Pietersheim (heer) overleed in 1347. Hij had twee zoons: Jan en Willem jr. De laatste werd kanunnik, maar versmaadde ook 'jufvrouw Lijsbet' niet.
Vanaf 1347 werd Jan van Pietersheim tevens heer van Eckart, Oirschot en Hilvarenbeek. Ook was hij ridder en burggraaf van Brussel. In 1363 kreeg kanunnik Willem jr. het goed Eckart geschonken. Willem overleed in 1395.
In 1395 ging Eckart over op een andere Rogier van Leefdaal, een neef van Willem. Deze overleed kinderloos kort na 1416, waarna zijn broer Jan van Leefdaal het goed kreeg. Ook deze stierf kinderloos, waarop het goed overging op zijn zus Beatrix van Pietersheim. Deze was in 1410 getrouwd met Richard II van Merode. Eckart zou enige eeuwen in handen blijven van de familie Van Merode, en wel de tak Van Merode-Westerlo. Beatrix stierf in 1455.
Zoon, Jan IV van Merode, was in 1449 zaakgelastigde voor zijn moeder. Eckart werd het centrum van de kleine heerlijkheid die Luytelaar en Hertsrode opslokte, maar nooit echt belangrijk werd. Hij trouwde met Aleida van Horne, die vrouwe was van Geel en Diepenbeek. Hij stierf in 1485, Aleida overleefde hem.
De bezitsverhoudingen waren nu zeer complex, aangezien er vele broers en zussen waren. Dit leidde tot een proces, maar in 1495 werd Jan VII van Merode als heer van Eckart aangewezen.
Na Jans dood in 1497 kwam Eckart aan zijn broer Richard IV van Merode. Deze was eerst waarschijnlijk kanunnik, want hij kreeg diverse prebenden, maar de erfenis was aantrekkelijk. Hij woonde op Pietersheim en liet zich onder meer door de laathoeve op Eckart bevoorraden.
Zijn zoons Hendrik I van Merode en Richard V van Merode erfden Eckart. In 1543 werd Eckart door Maarten van Rossum verwoest. Richard V leefde op Kasteel Ten Bergh met zijn vrouw en kinderen, hoewel hij kanunnik was. Toen Jan van Merode (1496-1550) stierf, voelde Richard V meer voor diens rijke erfenis en deed afstand van zijn kanunniksprebende. Hij trouwde met zijn concubine en liet zijn kinderen wettigen. In 1559 kreeg hij de andere helft van Oirschot in pand van Filips II van Spanje in ruil voor een geldbedrag. Omstreeks deze tijd is te Eckart een slotje gebouwd.
Na de dood van Richard V in 1560 waren zijn kinderen nog minderjarig. Richards broer Hendrik I van Merode wilde de erfenis opeisen, maar hij stierf in 1564, waarna Eckart kwam aan Richards zoon, Richard VI van Merode. In 1583 werd het klooster Soeterbeek door Staatse troepen geplunderd: de Tachtigjarige Oorlog was begonnen. In 1587 stierf Richard VI.
Nu kwam Eckart aan de jongste broer en de zussen van Richard VI, dit waren Margaretha, Anna, Maria en Hendrik II van Merode. Aangezien deze Hendrik verkwistend gedrag vertoonde kregen zijn zusters gelijke rechten en werd het gedrag van Hendrik testamentair verder aan banden gelegd. Margaretha en Anna verongelukten echter te Nijmegen, en alleen Maria van Merode bleef nog over. Hendrik trouwde met Adriana van Brederode, wat een voorwaarde was om heer van Eckart te mogen worden, in 1589. Hij stierf echter al in 1591, mogelijk door verdrinking, waarop Maria van Merode de rechten zou krijgen, al procedeerde Adriana nog tegen haar.
Maria trouwde met Floris van Merode (1570-1627) en stierf in 1605. Floris werd heer van Eckart en markies van Deinze.

### Nieuwere adel
In 1633 werd de heerlijkheid Eckart verkocht aan drossaard Joost van Hedickhuysen uit Middelrode, die zoon was van een herbergier. De verkoop had onder andere daarmee te maken, dat de Merodes liever in de Zuidelijke Nederlanden vertoefden dan in het noorden, waar de politieke situatie onzeker werd. Hij werkte zich op en bewoonde Kasteel Seldensate in Middelrode. Hij werd nog bijna ter dood veroordeeld omdat hij Spaanse soldaten een doorwaadbare plaats door de Aa had gewezen. Eckart was voor hem niet van groot belang. Joost was getrouwd met Maria Hovelmans, die de dochter was van Hendrik Hovelmans, welke hoge functies had, onder meer in Cranendonck. Joost lag in conflict met de pastoor vanwege zuippartijen, hoerderijen en driekoningen zingen, maar ook ganzentrekken.
In 1647 verkocht graaf Johan t'Serclaes van Tilly de heerlijkheid Berlicum, alsmede Heeswijk en Dinther. De laatste werd gekocht door Joost, samen met Dirk van Cattenburg, die schepen was van 's-Hertogenbosch. Doch ook in 1647 sterft Joost te Brussel.
Naast Maria Hovelmans bleven ook vier dochters over:
- Catharina van Hedickhuysen, in 1653 getrouwd met Hendrik van Vlierden
- Antoinetta van Hedickhuysen, trouwde met Jan van Schoonhoven en stierf in 1659
- Geertruid van Hedickhuysen, trouwde in 1645 met Hendrik van Gestel en was erfdochter van Seldensate.
- Maria Francisca van Hedickhuysen, geboren in 1640, werd non.

Maria Hovelmans werd vrouwe van Eckart, maar bleef in Middelrode wonen, en Hendrik van Gestel woonde bij haar in, doch deze was niet langer drost. Aan de katholieke adel werd het recht op bestuurlijke functies ontzegd. Ook moest 1/3 van de cijns nu als belasting worden betaald.
In 1651 deed Maria Hovelmans afstand van Eckart, en nu werd Catharina van Hedickhuysen de vrouwe van Eckart. Hendrik van Vlierden, haar man, was evenals zijzelf katholiek en dus van bestuurlijke posten uitgesloten. Daarbovenop kwam sinds 1657 nog de verponding, een zeer hoge belasting opgelegd door de Staten-Generaal van de Nederlanden. Op het kleine Eckart woonden geen hervormden, en daardoor was het onmogelijk om de schepenbank van protestantse schepenen te voorzien.
In 1672 begon de Hollandse Oorlog en vielen de Franse legers binnen. Op 29 juli werd Cranendonck ingenomen en Woensel werd in brand gestoken. Ook Eckart en Soeterbeek werden geplunderd. Daarnaast werd Middelrode gebrandschat en Hendrik van Vlierden vluchtte naar Eckart. Daarna ging hij wonen op een adellijk huis te Zeelst, het huidige slotje, dat hij huurde van Karel van Vladeracken. Daar werden de volgende kinderen grootgebracht:
- Karel van Vlierden, die later vaandrig en heer van Eckart zou worden,
- Richard van Vlierden, die majoor in Staatse dienst zou worden,
- Honoraria Catharina van Vlierden, die zou trouwen met Michiel Antonius de Jeger, die heer was van Pasbogaard te Sint-Oedenrode. Een van hun kinderen was Jan Karel de Jeger, die heer van Eckart zou worden.

Hendrik van Vlierden wist de verdeelsleutel voor de verponding zo te wijzigen dat het in zijn voordeel was, en in het nadeel van alle anderen, wat hem een slechte verhouding met de Eckartse bevolking zou opleveren. In 1676 brak dysenterie uit, ook het rood melisoen genoemd. Omdat Hendrik van Vlierden tijdens de oorlog de verponding had stopgezet, werd in 1684 door de Staten-Generaal de rekening gepresenteerd. Een aantal bewoners werd alles afgenomen en zelfs gevangengezet. In 1685 stierf Hendrik.
Karel van Vlierden volgde Hendrik op als heer van Eckart. Hij huurde zijn slotje in Zeelst nu van Adriana Cecilia van Eijck, vrouwe van Blaarthem. Een juridische strijd tussen de borgemeesters van Eckart en heer Karel barstte los. Dit leidde uiteindelijk tot een vechtpartij tussen de burgemeester en Karel. Slepende processen volgden die tot 1691 zouden duren, waarna een en ander min of meer werd bijgelegd.
In 1695 werd er een stenen kasteel op Eckart gebouwd, maar in hetzelfde jaar overleed Karel, ongehuwd en kinderloos, en werd zijn broer Richard van Vlierden de nieuwe heer van Eckart. Doch Richard stierf in 1720, eveneens ongehuwd en kinderloos.
Nu werd Jan Karel de Jeger de heer van Eckart. Hij had in 1719 reeds Kasteel Beauregard te Tongelre gekocht maar hij ging op Eckart wonen, omdat Beauregard al in verval was, ten gevolge van vernielingen door de Fransen. Jan Karel stierf in 1772.
Jan Karels zoon Jan de Jeger (Jan-Karel Antonius de Jeger) volgde hem op als heer van Eckart en Tongelre. In 1751 trouwde hij met Maria Thiemck Ram van Schalkwijk. Hij had hooglopende ruzie met zijn zwagers, wat natuurlijk om erfenissen ging, en hij liet in 1793 buiten de grachten een grote kasteelhoeve bouwen. Van deze hoeve is de voorgevel met muurankers nog intact. Ook een torenuurwerk met slagklok stamt uit Jans tijd. De klok is uit 1774, en het uurwerk is enige tientallen jaren ouder. Jan overleed kinderloos in 1793, en Maria in 1804.

## Napoleontische tijd en later
Jans zus, Henriëtte Beatrix de Jeger, was getrouwd met Frederik van Laer. Nu kwam hun dochter, Charlotte van Laer, geboren in 1758, op Eckart wonen. In 1810 werd de heerlijkheid Eckart opgeheven en bij Nederwetten gevoegd, opdat een gemeente ontstond naar modern bestuurlijk model. In 1821 veranderde dit weer en werd Eckart bij Woensel gevoegd, waarmee reeds kerkelijke banden bestonden. In 1825 stierf Charlotte en werd op het kasteel opgebaard in een kist. Door een vonk van een kaars verbrandde de kist, het lijk en, tot groot verdriet, ook de parketvloer.
Charlotte had een broer, Johan-Karel Ferdinand van Laer, deze woonde op Huis de Poll bij Huissen. Hij was getrouwd met Wilhelmina von Spittael, en toen zij overleden was hertrouwde hij met Maria Hugenpoth-van Aerdt. De minderjarige kinderen van Johan-Karel erfden Eckart, maar in naam van hen werd Eckart in 1828 openbaar verkocht aan Veronica Cornelia Janssen, die niet van adel was, maar weduwe van de Eindhovense textielfabrikant Johannes Theodorus Smits.
Veronica begon met een ingrijpende verbouwing, waarbij ze ook poortgebouwen en stallingen liet afbreken. Met de vrijkomende stenen werd een ijskelder gebouwd, die nog steeds bestaat. Veronica stierf in 1832, nog voordat de werkzaamheden waren voltooid.
Nu werd Eckart eigendom van Johannes Jacobus Smits, zoon van Veronica, en eveneens textielfabrikant. Hij was een vriend van koning Willem II. Deze wilde in Noord-Brabant enkele mensen in de adelstand verheffen omdat er geen katholieke adel in deze provincie meer bestond. Ook Johannes Jacobus werd in 1841 in de adelstand verheven en mocht zich sinds 1843 zelfs Johannes Jacobus Smits van Eckart noemen.
Na de dood van Johannes in 1847 werd Norbertus Johannes Jacobus Smits van Eckart kasteelheer van Eckart. Hij trouwde in 1864 met Marie Teuwens uit Hasselt, en ze kregen drie kinderen.
Norbertus overleed in 1881 door een ongeval tijdens de jacht, waarbij hij te water raakte en verdronk.
Norbertus' broer, Johan Theodorus Antonius Smits van Eckart, was reeds in 1876 overleden, zodat het landgoed aan Norbertus' kinderen kwam, die echter minderjarig waren.
In 1896 kwam het kasteel leeg te staan, omdat de erfgenamen liever in België woonden. In 1899 werd het gekocht door een familielid, namelijk Theodorus Gijsbertus Maria Smits van Oyen (1860-1919), die niet van adel was. Hij was een kleinzoon van Josephus Smits van Oyen die op Soeterbeek woonde, en zoon van Johannes Theodorus Smits van Oyen. Hij was getrouwd met Josephine Regout uit Maastricht. Zij lieten het kasteel opknappen en kregen drie kinderen.
Diverse leden van het fabrikantengeslacht Smits, waaronder Theodoor, deden grote moeite om tot de adelstand te worden verheven. Daartoe diende ook de verbouwing van Eckart, dat een paleisachtig aanzien moest krijgen. De omvangrijke verbouwing werd uitgevoerd naar plannen van Eduard Cuypers waarmee het kasteel in 1907 zijn huidige uiterlijk kreeg. Tot Cuypers' opdracht behoorde ook het aanbrengen van stenen sfinxen op de trap,  en het oprichten van een stalhuis met auto-remise voor de reisautomobiel. De tuin werd ontworpen door Dirk Tersteeg. Het stalhuis en de chauffeurswoning bestaan nog steeds, laatstgenoemde staat aan de Nuenenseweg tegenover het landgoed en draagt de kleuren rood-geel die bij het geslacht Smits van Eckart hoorden. In 1909 toen Jean-Marie stierf, wist Theodoor inderdaad tot de adelstand te worden toegelaten. Zijn vader liet hem het landgoed Oyen na, waardoor hij zich met de naam Smits van Oyen kon sieren. In 1912 werd een prestigieuze oprijlaan naar het landhuis aangelegd, geflankeerd door twee stenen leeuwen, die elk een nieuwbakken familiewapen torsten.
Na Theodorus' dood in 1919 werd zijn zoon, Johannes Theodorus Maria Smits van Oyen, de eigenaar van het landgoed. Hij studeerde rechten, werd burgemeester van Bennebroek en later van Nuenen, Gerwen en Nederwetten. Hij trouwde in 1922 met Margaretha Maria Anna Michiels van Kessenich, die erg geliefd was bij de bevolking, maar in 1927 al stierf. Het echtpaar woonde op Soeterbeek en in 1937 werd Eckart verkocht.

## Sint-Jozefdal
De familie Smits van Oyen ging op Soeterbeek wonen dat voor dat doel verbouwd werd. De Broeders van de Heilige Norbertus van Elshout kochten het landgoed Eckart ten behoeve van de opvang van verstandelijk gehandicapten. Daartoe moesten ingrijpende verbouwingen worden verricht. In 1938 kwamen de eerste bewoners vanuit Elshout over.
Uiteindelijk stonden er zestig bedden op de zolder van het landhuis, waar brandgevaar en storende geluiden volop aanwezig waren.
Toen kwam echter de Bezetting, waarop men reageerde door weer een landbouwbedrijf te beginnen. Dit diende tevens als onderkomen voor talrijke onderduikers. Men moest zorgen dat de broeders niet in Duitsland te werk werden gesteld, en ook de verstandelijk gehandicapten liepen uiteindelijk groot gevaar door de nazi-ideologie. Doch op 18 september 1944 werd Eindhoven, en ook Eckart, bevrijd.
In 1949 brak brand uit in de kasteelhoeve, want ratten hadden kortsluiting veroorzaakt. In hetzelfde jaar zocht de congregatie aansluiting bij de Broeders van Liefde. Het beleid werd daarmee strenger, de bewoners werden meer geacht om werkzaamheden te verrichten, en bedrijven als Philips leverden opdrachten. De boerderij werd ingericht als paviljoen, en ook de kapel kwam erin. In 1958 werden nog twee nieuwe paviljoens gebouwd. In elk paviljoen kwamen 80 bewoners, die oorspronkelijk in het kasteel verbleven. In 1960 werd een nieuwe keuken gebouwd en in 1962 het hoofdgebouw. Men wilde doorgroeien naar een capaciteit van 1000 bewoners. Ondertussen werd het platteland van Eckart opgeslokt door de nieuwbouwwijk Oude Gracht.
In 1980 werden de paviljoens omgebouwd tot wooneenheden, ieder voor vier bewoners. Ook in 1980 namen de broeders afscheid en werd het instituut voortgezet onder de naam Eckartdal. Deze instelling fuseerde in 2000 met enkele andere zorginstellingen (de stichting Dommelstroom) tot de stichting Meare.
Vanaf 1 januari 2008 is Meare, via een fusie met zorginstelling De Plaatse, opgegaan in Lunet Zorg, dat 2000 werknemers heeft en 2100 mensen verzorgt.

## Erfgoed
Hoewel in de loop der jaren aanzienlijk verbouwd, is Eckartdal een mooi landgoed gebleven dat ook vrij toegankelijk is en waar de wandeling Rondje Eckart doorheen voert.
Een brug, die evenwel met een hekwerk is afgesloten, voert over de Dommel naar het Eckartse Bos, dat eveneens vrij toegankelijk is en gedurende een aantal uren per dag over deze brug bereikt kan worden.
Op het landgoed wordt nog aan land- en tuinbouw gedaan en er zijn ook dieren. De bewoners verrichten hier werkzaamheden.
Het landhuis is er nog, maar veel ornamenten uit het tijdperk-Smits van Oyen zijn door de broeders verwijderd. Ook de 18e-eeuwse kasteelboerderij is nog op het landgoed te vinden, al is die voor een aanzienlijk deel verbouwd. Voorts ligt, buiten het terrein, nog de chauffeurswoning, terwijl ook de ijskelder, die van omstreeks 1828 dateert, zeer bijzonder is.
Het kasteel met grachten, tuin- en parkaanleg, de ijskelder en de boerderij zijn Rijksmonument. Mede door toedoen van de Broeders werd echter de kapconstructie van het kasteel zodanig verzwakt dat voor een val van een van de zware schoorstenen, die op de balkconstructie rustten, moest worden gevreesd. De betreffende schoorsteen werd in 2008 tijdelijk verwijderd in afwachting van de restauratie van het kasteel, dat zou worden omgebouwd tot hospice. Op 15 April is echter besloten dat dat niet door gaat. De verdere bestemming is nog niet duidelijk.

## Boeken
- 'Eduard Cuypers, Leven & Werk en hoe hij verdween uit onze architectuurgeschiedenis', Obbe H. Norbruis (2025) Edam LM Publishers.

## Foto's

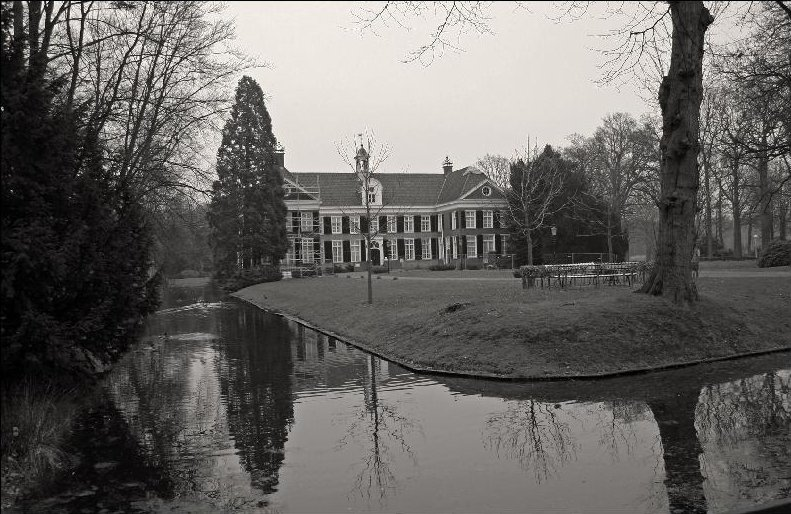
Kasteel Eckart
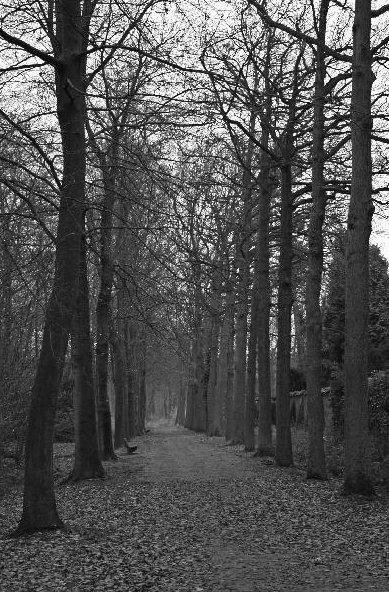
in de buitentuin van het kasteel
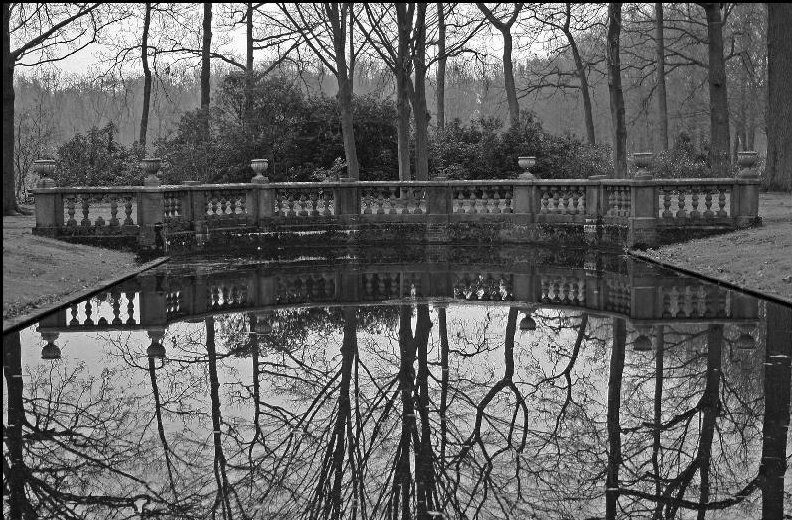
Vijverpartij in de kasteeltuin
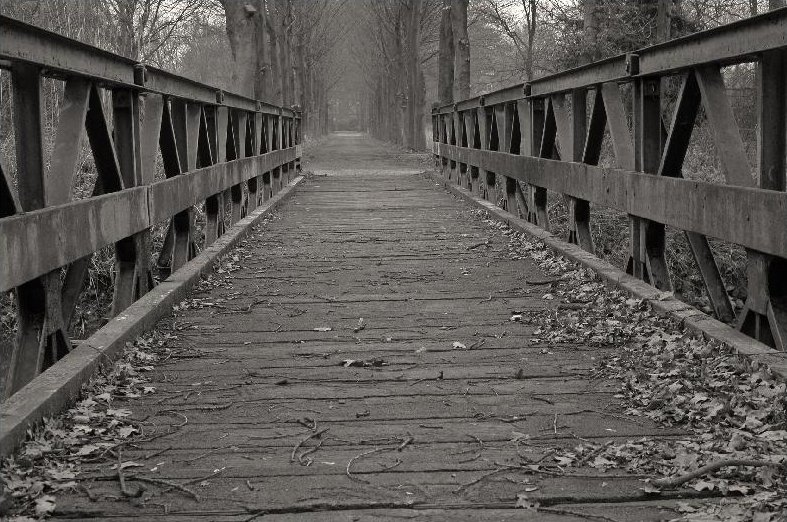
De brug over de dommel. Dit was de oprijlaan van het kasteel Eckart.
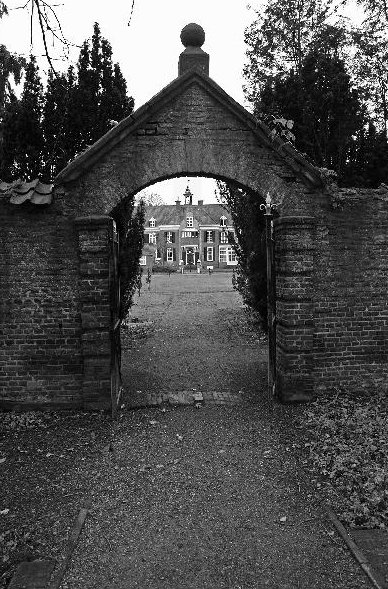
De kasteelpoort
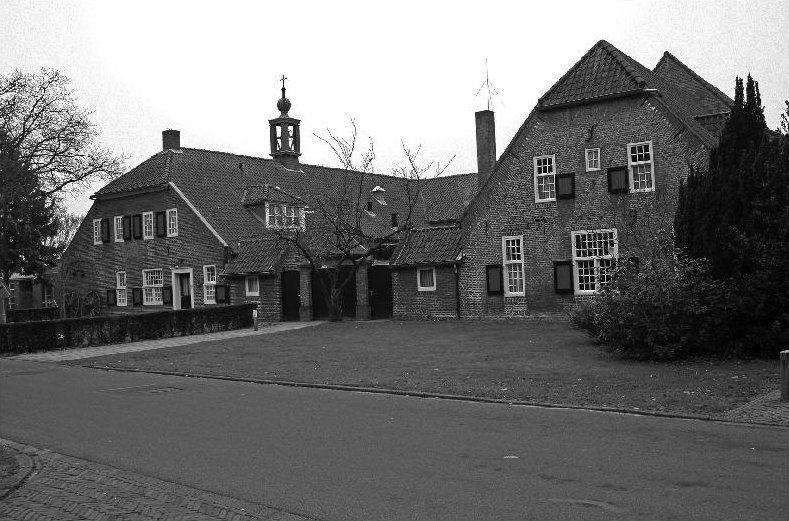
De Oude Hoeve
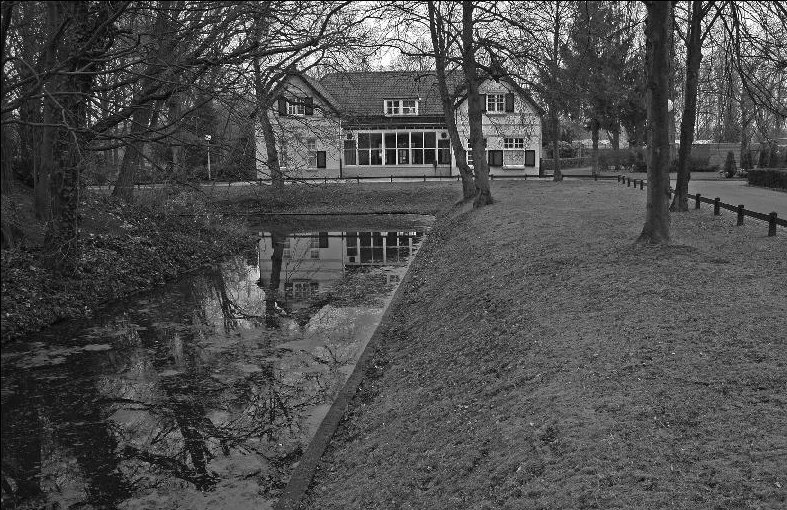
Het Oude Koetshuis
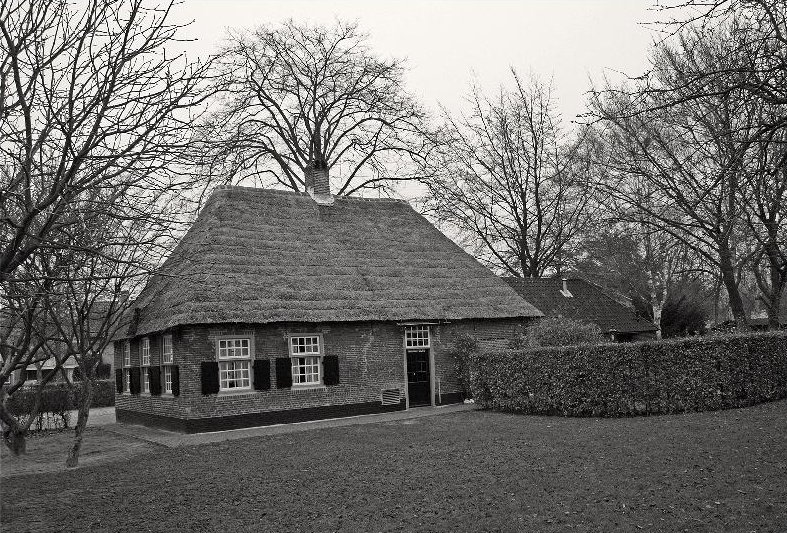
Boerderij van Hetsrode

Aldendriel · Asten · Barendonk · De Blauwe Kamer · Blokhuis te Leensel · Blokhuis te Liessel · Blokhuis op Ter Vloet · Bokhoven · Bouvigne · Bronkhorst · Boxmeer · Breda · Kasteel Croy · Cranendonck · De Donk (Someren) · Dommelrode · Dussen · Eckart · Eikenlust · Emmaus · Eymerick · Frisselstein · Gageldonk · Geldrop · Gemert · Groot Kasteel · Klein Kasteel · Groenendaal · De Hattert · Heeswijk · Heeze · Helmond · Henkenshage · Hooghuis op de Schouw · De Laar · Loon op Zand · Markiezenhof · Het Makken · Maurick · Meeuwen · Mierlo · Muggenheuvel · Nemerlaer · Nieuw-Herlaar · Nieuwenroy · Oijen · Onsenoort · Het Oortje · Oud Beijsterveld · Oud-Herlaar · 't Oude Huys · Rijswijk · Seldensate · Slotjes van Oosterhout · Soeterbeek · Stakenborch · Stapelen · Strijdhoef · Strijen · Tilburg · Paleis-Raadhuis · Tongelaar · Walstein · Wamberg · Het Witte Kasteel · Wouw · Zuidewijn · Zwijnsbergen